# Lequincio Zeefuik
Lequincio Zeefuik (26 november 2004) is een Nederlands voetballer van Surinaamse afkomst die sinds 1 februari 2024 als aanvaller speelt voor AZ. Hij is een broer van Género en Deyovaisio Zeefuik.

## Carrière
Lequincio Zeefuik speelde in de jeugd van A.S.V. D.W.V., DVC Buiksloot, ASV JOGA Fortius en FC Volendam, waar hij in april 2021 een contract tot medio 2024 tekende. Hij debuteerde enkele dagen later, op 25 april, voor Volendam in de Eerste divisie tegen Telstar. Hij kwam in de 75e minuut in het veld voor Samuele Mulattieri en scoorde in de 90+2e minuut de 2-0. Hij was bij zijn debuut 16 jaar en 150 dagen, wat hem de jongste scorende debutant in het betaald voetbal maakt sinds Henk Vos namens RBC in 1984. Na drie invalbeurten maakte hij in de laatste wedstrijd van het reguliere seizoen tegen Jong AZ zijn basisdebuut.
Zeefuik maakte in februari 2024 de overstap van FC Volendam naar AZ. In zijn laatste vijf wedstrijden voor FC Volendam was de spits goed voor drie doelpunten.
Op 14 januari 2025 werd Zeefuik tot het einde van het seizoen uitgeleend aan het Belgische OH Leuven.

### Statistieken

#### Senioren
| Seizoen                   | Club           | Land           | Competitie         | Competitie | Competitie | Beker | Beker | Overig | Overig | Totaal | Totaal |
| Seizoen                   | Club           | Land           | Competitie         | Wed.       | Dlp.       | Wed.  | Dlp.  | Wed.   | Dlp.   | Wed.   | Dlp.   |
| ------------------------- | -------------- | -------------- | ------------------ | ---------- | ---------- | ----- | ----- | ------ | ------ | ------ | ------ |
| 2020/21                   | FC Volendam    | Nederland      | Eerste divisie     | 4          | 1          | 0     | 0     | 1      | 0      | 5      | 1      |
| 2021/22                   | FC Volendam    | Nederland      | Eerste divisie     | 9          | 0          | 1     | 0     | 0      | 0      | 10     | 0      |
| 2022/23                   | FC Volendam    | Nederland      | Eredivisie         | 14         | 2          | 2     | 1     | 0      | 0      | 16     | 3      |
| 2023/24                   | FC Volendam    | Nederland      | Eredivisie         | 16         | 3          | 1     | 0     | 0      | 0      | 17     | 3      |
| 2023/24                   | AZ             | Nederland      | Eredivisie         | 6          | 0          | 1     | 0     | 0      | 0      | 7      | 0      |
| 2024/25                   | AZ             | Nederland      | Eredivisie         | 3          | 0          | 0     | 0     | 0      | 0      | 3      | 0      |
| 2024/25                   | OH Leuven      | België         | Jupiler Pro League | 16         | 0          | 0     | 0     | 0      | 0      | 16     | 0      |
| Carrièretotaal            | Carrièretotaal | Carrièretotaal | Carrièretotaal     | 68         | 6          | 5     | 1     | 1      | 0      | 74     | 7      |
| Bijgewerkt op 1 juli 2025 |                |                |                    |            |            |       |       |        |        |        |        |